# Ripper Street
Ripper Street – serial produkcji BBC napisany i wyreżyserowany przez Richarda Warlowa. Miał swoją premierę 30 grudnia 2012. Do tej pory doczekał się pięciu sezonów. Po polsku można było go oglądać m.in. na platformie Showmax.

## Fabuła
Akcja dzieje się w Anglii w epoce wiktoriańskiej. Londyńska policja rozwiązuje sprawy kryminalne w czasie, gdy na ulicach wciąż żywy jest strach przed Kubą Rozpruwaczem.

## Obsada
- Matthew Macfadyen - Detektyw Inspektor Edmund Reid
- Jerome Flynn - Detektyw Sierżant Bennet Drake
- Adam Rothenberg - Kapitan Homer Jackson
- MyAnna Buring - Long Susan Hart